# Federico Aguado
Federico Aguado (Tolède, 26 septembre 1982) est un acteur espagnol connu pour avoir joué Inocencio Bonilla dans Amar en tiempos revueltos et Amar es para siempre et pour son rôle récent de Sergio Rueda dans Mar de plástico.

## Biographie
Il est diplômé d'Arte 4 et a suivi plusieurs cours d'art dramatique avec Bob McAndrew, l'ESAD, Gustavo Cotta, Carlos Manzanares, Enrique Silva..[réf. nécessaire].
Il est surtout connu pour son rôle d'Inocencio Bonilla, assistant du détective privé Héctor Perea (Javier Collado) dans la série de TVE La 1 Amar en tiempos revueltos ; il y a participé pendant les quatrième et cinquième saisons, puis a quitté la série pour y revenir dans l'émission spéciale La muerte a escena, jouant le même personnage et revenant dans la septième et dernière saison. Il a également travaillé dans le téléfilm No estás sola, Sara, également pour TVE. En 2013, Federico a rejoint le casting de la suite de Amar en tiempos revueltos, Amar es para siempre, revenant pour jouer Inocencio Bonilla. Nous l'avons également vu dans le programme comique d'Antena 3, Me resbala, et en tant qu'invité dans le programme Especial Deportes.

## Filmographie

### Télévision
- Hospital Central (Hôpital Central), deux épisodes : 
  - Todo el mundo quiere a Rai (Tout le monde aime Rai), dans le rôle de Juan (2008)
  - Futuro incierto (Futur incertain), dans le rôle d'Ariel (2011)
- No estás sola, Sara (Tu n'es pas seule, Sara), dans le rôle du mécanicien 1 (2009)
- Hermanos y detectives, personnage épisodique
- Amar en tiempos revueltos (Aimer en temps de crise), dans le rôle d'Inocencio Bonilla (2009-2012)
- Amar en tiempos revueltos spécial : La muerte a escena (Mort sur scène), dans le rôle d'Inocencio Bonilla (2011)
- Gran Hotel (Super hôtel), un épisode : El primer día (Le premier jour) (2013)
- Mar de plástico (Mer de plastique), dans le rôle de Sergio Rueda (2015-2016)
- El Caso: Crónica de sucesos (L'affaire : Chronique des événements), un épisode : Como alimañas (Comme la vermine), dans le rôle de Federico Santos (2016)
- El Ministerio del tiempo (Le Ministère du Temps), dans le rôle de Philippe III d'Espagne (2017)
- Tiempos de guerra (Temps de guerre), dans le rôle de Roberto Molina (2017)
- Servir y proteger (Servir et protéger), dans le rôle d'Adrián Bolaños "El Boli" (2019)
- La peste, dans le rôle de Pontecorvo (2019)
- Inés del alma mía (Inés de mon âme), dans le rôle d'Hernando Pizarro (2020)
- Valeria, dans le rôle de Bruno Aguilar (2023)

### Courts métrages
- Pepinillos en vinagre (Cornichons au vinaigre), second rôle. Réalisé par Rubén Villoslada et Pablo Rinaudo (2007)
- Vírgenes (Vierges), dans le rôle d'Ángel. Réalisé par Asier Aizpuru (2014)
- Cuando yo me muera (Lorsque je mourrai), second rôle. Réalisé par Pablo Martínez Pardo (2015)

### Théâtre
- Abre el ojo (Ouvrez les yeux), réalisée par Juanma Navas
- Los desterrados de la calle Montera (Les exilés de la rue Montera), réalisée par Mario Bolaños
- Vivir como cerdos (Vivre comme des cochons), de John Arden. Réalisée par Rebeca Vecino et Federico Aguado (2004)
- La comedia de los errores (La comédie des erreurs), de William Shakespeare. Réalisée par Jesús Salgado (2005)
- Subprime, de Fernando Ramírez Baeza. Réalisée par Ricardo Campelo (2012-2013)
- El hijoputa del sombrero (Le fils de pute au chapeau), de Stephen Adly Guirguis. Réalisée par Juan José Afonso (2014)
- La puta enamorada (La pute amoureuse), dans le rôle de Diego Velázquez ; par Chema Cardena. Réalisée par Jesús Castejón (2014-2015)
- La judía de Toledo (La juive de Tolède), dans le rôle du roi Alfonso, réalisée par Laila Ripoll. Théâtre de la Comédie de Madrid (2017)